# Storczyk trójzębny
Storczyk trójzębny (Orchis tridentata Scopoli, właśc. Neotinea tridentata (Scop.) R.M.Bateman, Pridgeon & M.W.Chase, Lindleyana 12: 122 (1997)) — gatunek byliny z rodziny storczykowatych (Orchidaceae). Gatunek ten występuje w południowej i środkowej Europie. W Polsce znane były stanowiska tego gatunku na Śląsku, Pomorzu i Wielkopolsce. Jednak od połowy XX wieku gatunek zaginął i uważany był za wymarły. Ponownie odnaleziony został na dwóch stanowiskach w powiecie gryfińskim w 2012 roku. Po odkryciu polifiletycznego charakteru rodzaju Orchis gatunek ten włączony został do rodzaju Neotinea. Tu opisany jest pod nazwą tradycyjną ze względu na utrzymanie jej stosowania w polskojęzycznych źródłach nomenklaturowych.

## Morfologia
BulwyOd 1 do 3 cm długości.
ŁodygaDo 40 cm długości.
LiścieSztuk 4–8, osiągające do 12 cm długości.
KwiatyZebrane w kwiatostany długości do 10 cm. Przysadka długości 0,3 cm do 0,4 cm, zalążnia 0,8 – 1,1 cm. Kwiaty średniej wielkości. Warżka do 1 cm długości. Górny, zewnętrzny listek okwiatu osiąga 0,8 cm, boczny zewnętrzny ma 1 cm, a boczny wewnętrzny - 0,5 cm.
OwoceDługości do 1,2 cm.

## Biologia i ekologia
Bylina, geofit. Rośnie w murawach kserotermicznych. Kwitnie w maju i czerwcu.

## Zmienność
Gatunek zróżnicowany na dwa podgatunki:
- Neotinea tridentata subsp. conica (Willd.) R.M.Bateman, Pridgeon & M.W.Chase - występuje od południowo-zachodniej Francji na północy po Algierię i Maroko na południu
- Neotinea tridentata subsp. tridentata - rośnie od Francji na zachodzie po południowo-zachodnią Azję na wschodzie

## Zagrożenia i ochrona
Roślina objęta jest w Polsce ścisłą ochroną gatunkową. 
Kategorie zagrożenia gatunku:
- Kategoria zagrożenia w Polsce według Czerwonej listy roślin i grzybów Polski (2006)[10]: Ex (wymarły); 2016: CR (krytycznie zagrożony)[11].
- Kategoria zagrożenia w Polsce według Polskiej Czerwonej Księgi Roślin (2001): EX (wymarły); 2014: CR (krytycznie zagrożony)[12].